# 第百四号哨戒艇
| 画像をアップロード |                                                                               |
| 艦歴               |                                                                               |
| 起工               |                                                                               |
| 進水               |                                                                               |
| 竣工               | 1930年（オランダ）                                                            |
| 就役               |                                                                               |
| 喪失               | 1945年8月24日                                                                 |
| 除籍               | 1945年9月15日                                                                 |
| 性能諸元           |                                                                               |
| 排水量             | 基準：795トン                                                                 |
| 全長               | 70.15m                                                                        |
| 水線長             | 66.5m                                                                         |
| 全幅               | 7.95m                                                                         |
| 吃水               | 2.80m                                                                         |
| 機関               | レシプロエンジン 2基2軸 3,350馬力                                             |
| 燃料               | 重油                                                                          |
| 速力               | 15ノット                                                                      |
| 航続距離           |                                                                               |
| 乗員               | 定員105名（1943年9月1日）                                                     |
| 兵装               | 8cm単装高角砲 1基 13mm単装機銃 2基 25mm単装機銃 4基 25mm連装機銃 2基 爆雷48発 |
| 同型艇             | 2隻                                                                           |

第百四号哨戒艇（だいひゃくよんごうしょうかいてい）は、大日本帝国海軍の鹵獲艦艇の一つ。元はオランダ領東インド政府の哨戒艇ファルク (Valk) 。

## 概要
1942年3月2日ジャワ島チラチャップ港で、閉塞船として自沈。浮揚後スラバヤの第百二海軍工作部が修理し、哨戒艇とした。本艇の前身ファルクと第百八号哨戒艇の前身アーレンドは姉妹艇。

## 艇歴
- 1930年オランダのフィジェノルド造船所で竣工
- 1942年3月8日ジャワ島チラチャップ港で、閉塞船として自沈
  - 3月浮揚、スラバヤの第百二海軍工作部が修理
- 1943年9月1日 第百四哨戒艇と命名[3]、哨戒艇に類別[4]、本籍を佐世保鎮守府と定められる[5]。第二南遣艦隊附属に編入[6]。
- 1944年1月31日工事完了、第二南遣艦隊第二十一特別根拠地隊に編入、軍隊区分直卒部隊に配置[7]。その後船団護衛任務に従事
- 1945年4月30日 大阪警備府附属に編入、軍隊区分阪警海面防御部隊に配置[8]。
  - 終戦時残存
  - 8月24日下関海峡で触雷により沈没
  - 9月15日除籍

第百四号哨戒艇長
1. 小松孝 大尉/少佐：1943年9月1日[9] - 1945年3月20日[10]
2. 丸山春喜 大尉/少佐：1945年3月20日[10] - 1945年9月15日[11]